# Polizeiruf 110: Mordsmäßig Mallorca
Mordsmäßig Mallorca ist ein deutscher Kriminalfilm von Ulrich Stark aus dem Jahr 1998. Der Fernsehfilm erschien als 201. Folge der Filmreihe Polizeiruf 110.

## Handlung
Die Streifenbeamten Sigi Möller und Kalle Küppers aus Volpe im Bergischen Land sind mit Kollegen und Bürgermeister Huffer zum Kulturaustausch nach Mallorca unterwegs. Hier wollen sie als Mitglieder des Männergesangsvereins Bergische Bachstelzen e.V. in Auftritten deutsches Volksliedgut unter die Leute bringen. Notgedrungen ist auch Sigis Freundin Gabi vom Morddezernat mitgekommen. Weil sie Urlaub machen will, Sigi jedoch die ersten drei Tage auf der Insel für die Auftritte mit den Bachstelzen reserviert hat, hängt der Haussegen schief.
Kurz nach der Ankunft auf Mallorca gibt es erste Verzögerungen beim Hoteltransfer, ist im Reisebüro ihrer Fluggesellschaft Dülmen Air doch eine Bombe hochgegangen. Die Fluggesellschaft gehört Konsul Ekki von Dülmen, der daran interessiert ist, dass die Volper Polizei möglichst wenig von dem Fall an die Öffentlichkeit gibt. Im Hotel, in dem die Bachstelzen auftreten, treffen neben Ekki auch dessen Frau Heike und Kriminalkommissar Miguel Fletcher ein. Gabi ist am Abend gelangweilt und frustriert, trinkt zu viel und schläft schließlich mit Miguel. Auch Sigi hat bereits zu viel getrunken und verzockt zur gleichen Zeit sehr viel Geld im Casino von Rolf Radic. Kalle hatte vergeblich versucht, ihn vom Spielen abzuhalten, hatte der ihm vorher unbekannte Johann Meyer ihm doch deutlich gemacht, dass Sigi am Ende alles Geld verlieren werde. Nachts sucht Sigi Radic auf, hat er doch von Kalle erfahren, dass alles ein abgekartetes Spiel war. Er fordert sein Geld zurück. Am nächsten Tag wird Sigi von Miguel verhaftet, weil er Radic ermordet hat. Tatsächlich wurde Radics Leiche in seinem Pool gefunden. Sigis Beteuerung, dass er gar nicht schwimmen kann, Radic also gar nicht in seinem Pool getötet haben kann, wird nicht geglaubt.
Während der Fahrt zum Gefängnis wird Miguel zu einem anderen Fall geholt: In einem anonymen Brief wird mitgeteilt, dass in einem Bus der Firma Dülmen eine Bombe versteckt sei. Miguel kann die Bombe finden und unschädlich machen; Sigi gelingt unterdessen die Flucht. Er sucht nach Meyer, den er für eine Schlüsselfigur im ganzen Spiel hält. Meyer berichtet ihm, dass er eigentlich tot sei – Radic sei am Vortag zu Recht erschrocken, als er ihn im Spielcasino gesehen habe.
Sigi und parallel dazu Kalle und Gabi beginnen mit Nachforschungen. Sie finden heraus, dass Meyer einst zu einer berühmt-berüchtigten, fünfköpfigen Zockergruppe auf der Insel gehörte. Weitere Mitglieder waren Ekki und Radic sowie ein bereits verstorbener Mann. Das fünfte Mitglied ist unbekannt. Meyer verschwand 1980 spurlos und galt als tot. Sie finden zudem heraus, dass Ekki inzwischen durch die verschiedenen Bombenanschläge fast bankrott ist. Auch früher war er  einmal nahe an der Pleite, versuchte er sich doch als Fährunternehmer. Ein Schiff ging infolge einer Explosion unter, wobei 32 Menschen ums Leben kamen. Die junge Antonia, Sekretärin von Dülmen, hilft Sigi bei Recherchen in dem Fall. Sie will, dass die Täter des Fährunglücks gefasst werden, war der für das Unglück verantwortliche, da angeblich alkoholkranke Kapitän doch ihr Vater. Sigi findet heraus, dass Miguel damals die Untersuchungen zum Fall leitete. Er schlussfolgert, dass Miguel das fünfte Mitglied der Zockerbande war.
Sigi trifft sich erneut mit Meyer. Es kommt heraus, dass die Zocker auch beim Fährunglück zockten. Das Ganze sollte ein großer Versicherungsbetrug werden. Es wurde darum gespielt, wer die Bombe an Bord bringen und zünden sollte, wobei Meyer verlor und an Bord gehen musste. Er konnte sich rechtzeitig retten; sein Bruder erklärte ihn für tot und kassierte 400.000 Mark Versicherungsgeld. Nun glaubt Meyer, dass die Bande etwas Neues vorhabe. Sigi vermutet, dass ein Flugzeug in die Luft gesprengt werden soll. Nach einem Hinweis von Antonia räumen Sigi und Kalle das Flugzeug, in dem Gabi, Huffner und die anderen Kollegen nach Hause fliegen wollten. Meyer übernimmt das Steuer und manövriert das Flugzeug vom Flughafen weg, bevor es explodiert. Kurz darauf wird Miguel verhaftet, kann fliehen und nimmt sich schließlich das Leben. Sigi geht zu Meyers Haus, wo Meyer selbst erscheint. Er hat sich erneut vor der Explosion gerettet; nun will er mit einer großen Menge Bargeld fliehen. Er wurde von Ekki von Dülmens Konkurrent Barthels mit der Explosion der Maschine beauftragt, um Dülmen endgültig in den Ruin zu treiben. Antriebsfeder für Meyers Verhalten ist das damalige Spiel um die Explosionsanbringung auf der Fähre: Wie Sigi im Casino wurde auch Meyer damals betrogen, weswegen er sein Leben riskieren musste. Nun ist seine Rache an Dülmen und Miguel perfekt. Antonia erscheint plötzlich und erschießt Meyer – aus Rache für ihren Vater. Am Ende bleibt nur die Frage nach dem Mörder von Radic. Es stellt sich heraus, dass Radic wie Sigi Nichtschwimmer war. Sigi hatte ihn im Streit in den Pool gestoßen und war gegangen. Radic ertrank.

## Produktion
Mordsmäßig Mallorca wurde vom 22. September bis 1. November 1997 auf Mallorca gedreht. Der bisherige Drehort der Möller-Küppers-Folgen, Brilon (im Film das fiktive Städtchen Volpe), ist kurz auf einem Werbeprospekt zu sehen. Die Kostüme des Films schufen Annette Popp und Miriam Tümmers, die Filmbauten stammen von Petra Heim. Der Film erlebte am 7. Juni 1998 auf Dem Ersten seine Fernsehpremiere. Die Zuschauerbeteiligung lag bei 14,5 Prozent.
Es war die 201. Folge der Filmreihe Polizeiruf 110. Sigi Möller und Kalle Küppers ermittelten in ihrem 4. Fall.

## Kritik
„Hier wird der Reihenschwachsinn der ‚Undercover-Ermittlungen‘ durch den Kakao gezogen“, schrieb Peter Hoff. Die Süddeutsche Zeitung lobte den Film und befand, dass Martin Lindow und Oliver Stritzel „mal wieder in Bestform“ seien. Selbst die etwas verwirrende Handlung sei unerheblich, da der Film „vor allem aus der geschickten Verquickung von Kalauern und Pointen, Spannung und ein bißchen Melodram [lebte], so daß er durch die flotte Regie von Ulrich Stark zum rasanten Spaßkrimi wurde“.
„Die arg konstruierte Story kommt nicht in Fahrt“, schrieb hingegen die TV Spielfilm. Die Leipziger Volkszeitung bezeichnete den Film als „unsäglich“ mit wirrer Handlung. Der Film „strotzte nur so von Klischees, groben Effekten und einer wahrhaft hanebüchenen Story, die an eine billige südamerikanische Räuberpistole erinnert.“